# NGC 512
NGC 512 is een spiraalvormig sterrenstelsel in het sterrenbeeld Andromeda. Het hemelobject ligt 201 miljoen lichtjaar (61,6×106 parsec) van de Aarde verwijderd en werd in november 1827 ontdekt door de Britse astronoom John Herschel.

## Synoniemen
- GC 296
- 2MASX J01235976+3354281
- h 110
- MCG +06-04-013
- PGC 5132
- UGC 944
- ZWG 521.18